# Barry Primus
Barry Primus (New York, 16 februari 1938) is een Amerikaans acteur, filmregisseur, filmproducent en scenarioschrijver.

## Biografie
Primus heeft acteren geleerd aan de HB Studio in Greenwich Village.
Primus begon met acteren in het theater, hij maakte in 1959 zijn debuut op Broadway met het toneelstuk The Nervous Set. Hierna heeft hij nog meerdere rollen gespeeld op Broadway als op off-Broadway.
Primus begon in 1962 met acteren voor televisie in de televisieserie The Defenders. Hierna heeft hij nog meer dan 110 rollen gespeeld in televisieseries en films zoals New York, New York (1977), Cagney and Lacey (1982-1985), Guilty by Suspicion (1991) en Righteous Kill (2008).
Primus is getrouwd en heeft een dochter. Primus is ook actief als leraar in acteren, zo heeft hij les gegeven aan de The American Film Institute in Los Angeles, The Lee Strasberg Institute in Manhattan, The UCLA Campus in Los Angeles, The Workshop in Pennsylvania en Loyola Marymount Universiteit in Los Angeles.

## Filmografie

### Films
Selectie:
- 2019 The Irishman - als Ewing King
- 2015 Joy - als advocaat van Rudy
- 2013 American Hustle - als consigliere van Tellegio
- 2008 Righteous Kill – als Prosky
- 2001 Life as a House – als Tom
- 2001 15 Minutes – als taxichauffeur
- 1992 Night and the City – als Tommy Tessler
- 1986 SpaceCamp – als Brennan
- 1986 Down and Out in Beverly Hills – als Lou Waltzberg
- 1984 The River – als Roy
- 1981 Absence of Malice – als Waddell
- 1979 The Rose – als Dennis
- 1977 New York, New York – als Paul Wilson
- 1972 Boxcar Bertha – als Rake Brown
- 1971 Von Richthofen and Brown – als Hermann Göring

### Televisieseries
Uitgezonderd eenmalige gastrollen.
- 2011 The Trivial Pursuits of Arthur Banks – als George - ? afl.
- 1982 – 1985 Cagney and Lacey – als sergeant Dory McKenna – 8 afl.
- 1981 Les und et les autres – als ?? – miniserie
- 1977 Wahington: Behind Closed Doors – als Joe Wisnovsky – 4 afl.
- 1967 – 1967 N.Y.P.D. – als Christopher Adler – 2 afl.

### Filmregisseur
- 1999 V.I.P. – televisieserie – 1 afl.
- 1993 Tribeca – film
- 1992 Mistress – film
- 1990 Final Stage – film

### Filmproducent
- 2017 Lexi and Micky - korte film
- 2006 Big Guns - film
- 1994 T-Force – film

### Scenarioschrijver
- 2019 Five Families - korte film
- 1992 Mistress - film

## Theaterwerk opBroadway
- 1979 – 1980 Teibele and Her Demon – als Menasha
- 1972 The Creation of the World and Other Business – als Cain
- 1964 The Changeling – als De Flores
- 1959 The Nervous Set – als klant

- Bibsys: 98042036
- Bibliothèque nationale de France: cb14217608c (data)
- Gemeinsame Normdatei: 1016231989
- International Standard Name Identifier: 0000 0001 1466 0083
- Library of Congress Control Number: no92009181
- Nationale Bibliotheek van Tsjechië: xx0314739
- Nationale Bibliotheek van Israël: 987007441914705171
- Nederlandse Thesaurus van Auteursnamen: 241087929
- Système universitaire de documentation: 149089317
- Virtual International Authority File: 2034194
- WorldCat: E39PBJdRrbMHxRC9hWkG3gCG73